# Бильгачево
Бильгачево — деревня в Харовском районе Вологодской области.
Входит в состав Харовского сельского поселения, с точки зрения административно-территориального деления — в Харовский сельсовет.
Расстояние до районного центра Харовска по автодороге — 5 км. Ближайшие населённые пункты — Мятнево, Тимониха, Тюшковская, Ситинский.
По переписи 2002 года население — 48 человек (25 мужчин, 23 женщины). Преобладающая национальность — русские (98 %).